# Radbart
Radbard, Raðbarðr, Rathbarth, var enligt de nordiska sagorna Sögubrot och Hyndlas sång kung av Gårdarike under senare delen av 600-talet.[källa behövs]
I Sogubrot berättas att han gifte sig med Ivar Vidfamnes flyende dotter, prinsessan Aud, utan hennes faders medgivande. Ivar begav sig då iväg till Gårdarike för att bestraffa dottern. På vägen dit dog han emellertid. Radbard hjälpte sedan Auds son från ett tidigare äktenskap, Harald Hildetand, att hävda sin rätt till sin morfaders tillgångar i Sverige och Danmark.
Radbard och Aud fick enligt denna saga senare sonen Randver, som blev kung i Sveariket.